# Eva Ollivier
Eva Ollivier (Estocolmo, Suecia, 13 de enero de 1904-ídem, 7 de agosto de 1955) fue una clavadista o saltadora de trampolín sueca especializada en los saltos desde la plataforma, donde consiguió ser medallista de bronce olímpica en 1920.

## Carrera deportiva
En los Juegos Olímpicos de 1920 celebrados en Amberes (Bélgica) ganó la medalla de  en los saltos desde la plataforma, con una puntuación de 33.2 puntos, tras la danesa Stefanie Clausen (oro con 34 puntos) y la británica Beatrice Armstrong (plata con 33.4 puntos).